# كريستين تومسون (كاتبة)
كريستين تومسون (بالإنجليزية: Kristin Thompson)‏ هي كاتِبة أمريكية، ولدت في 1950.